# Das bleibt unter uns
Das bleibt unter uns ist ein 2023 erschienenes Filmdrama von Verena S. Freytag.

## Handlung
Alexander Nolding und Jana Schenke mit ihren Töchtern Luise und Anna sind eine gutsituierte Familie. Alexander ist als Teilhaber eines Nachhaltigkeits-Unternehmens erfolgreich und strebt eine politische Karriere an, Jana kümmert sich um Haus und Familie und studiert daneben auf Master.
Als Natalia, eine Moldauerin, die bei Jana als Putzhilfe tätig ist, für Alexanders Geburtstagsfeier sein Sakko von der Reinigung holt, erleidet sie auf dem Rückweg einen Verkehrsunfall und liegt schwer verletzt im Koma. Jana und Alexander erfahren davon erst abends durch die Polizei, die ihre Nummer auf Natalias Handy gefunden hat. Kurz darauf stellt sich heraus, dass Natalias achtjährige Tochter, die auch Anna heißt und an diesem Tag dabei war, sich im Haus verkrochen hat, als ihre Mutter nicht zurückkam. Anna spricht nur wenig Deutsch, aber eine Übersetzer-App ermöglicht Gespräche.
Dass Natalia sich illegal in Deutschland aufhielt und schwarz beschäftigt war, muss geheim bleiben, um Alexanders politische Ambitionen nicht zu gefährden. So geben sie Natalia auch der Polizei gegenüber als persönliche Bekannte aus, von der sie außer dem Vornamen nichts wissen. Aus demselben Grund können sie Anna nicht dem Jugendamt übergeben. Eine befreundete Rechtsanwältin macht ihnen darüber hinaus klar, dass das rechtlich ein Arbeitsunfall war, für den sie als illegaler Arbeitgeber mangels Versicherung privat haftbar wären, mit allen Folgekosten. Eine befreundete Yoga-Lehrerin, bei der Natalia auch schwarz geputzt hat, erwartet ebenfalls Übernahme ihrer Kosten.
Während Jana sich instinktiv vor allem um Anna kümmert, scheint Alexander sein berufliches und politisches Engagement lange wichtiger zu sein, was zu einigem Streit zwischen den Eheleuten führt. Jana bekommt schließlich heraus, wo Natalia und Anna wohnen – eine Frauen-WG in einem Plattenbau in Berlin-Marzahn –, und fährt mit Anna hin, aber dort kann sich niemand um sie kümmern. Die dort lebenden Frauen müssen hart arbeiten und ihrem Agenten Artur horrende Mieten zahlen; Natalias Miete wird von Jana bezahlt, damit sie ihr Zimmer nicht verliert. Also wohnt Anna weiterhin bei Jana und Alexander, deren gleichnamige Tochter sich mit ihr inzwischen eng angefreundet hat. Artur folgt Jana zu ihrem Haus und erpresst Alexander mit seinem Wissen.
Als letzte Möglichkeit fliegt Jana mit Anna (auf den Pass ihrer eigenen Anna) nach Moldau zu Natalias Mutter in der Hoffnung, Anna dort lassen zu können. Die Großmutter ist über den Besuch sehr erfreut, kann aber Anna auch nicht bei sich behalten, da sie selbst schwer krank ist und nur in einfachsten Verhältnissen lebt.
Zurück in Deutschland eskaliert erneut ein Streit zwischen Alexander und Jana, weil letztere fest entschlossen ist, für Annas Wohl zu sorgen, selbst wenn sie dafür ihr Haus verkaufen müssten. Sie hat in Moldau gesehen, dass Natalia ein Ingenieurdiplom hat, und drängt Alexander, sie bei sich in der Firma anzustellen. Alexander kämpft lange mit sich selbst und gibt schließlich seinen Widerstand auf, als er einsieht, dass Jana recht hat, worin er schließlich auch von seinem Freund und beruflichen Partner unterstützt wird. Er zeigt die Schwarzbeschäftigung selbst bei der Polizei an und verzichtet auf seine politische Kandidatur. Während er dies bei einem Besuch im Krankenhaus Jana mitteilt, wacht Natalia aus dem Koma auf und wird wieder gesund. Acht Wochen später telefoniert Natalia mit ihrer Mutter und kündigt ihr einen baldigen Besuch an.

## Rezeption

### Kritiken
Während Thomas Gehringer auf tittelbach.tv die Produktion als „ein weitgehend sorgfältig erzähltes, hochemotionales Drama“ lobt, „das nicht auf Empörung setzt und seine Figuren nicht vorführt“, vermisst Oliver Armknecht auf film-rezensionen.de eine klare Linie und kritisiert, dass der Film in seinem Versuch, zu viele Aspekte anzusprechen, oberflächlich bleibe.